# 歐厝聚落

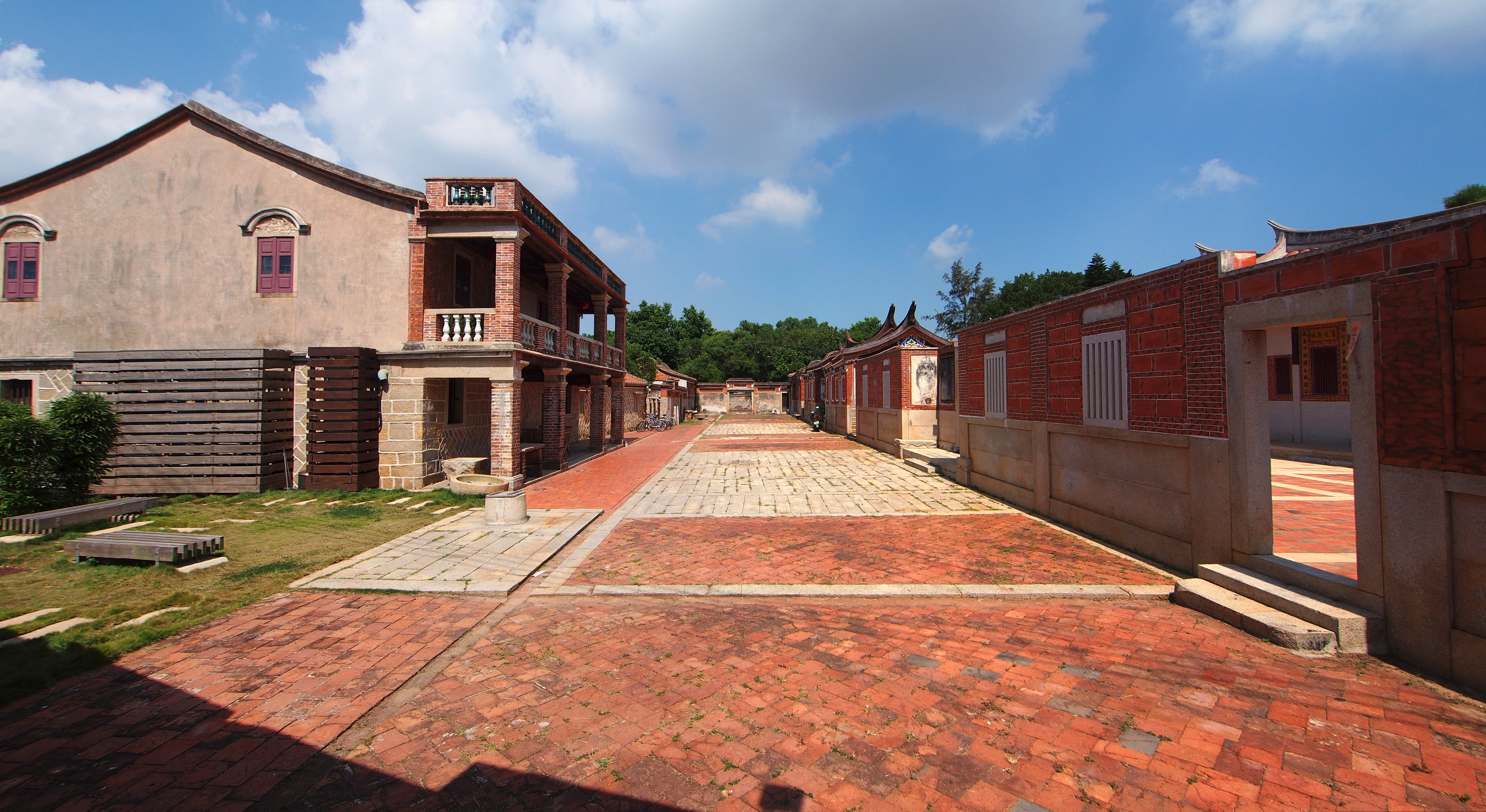
欧厝聚落

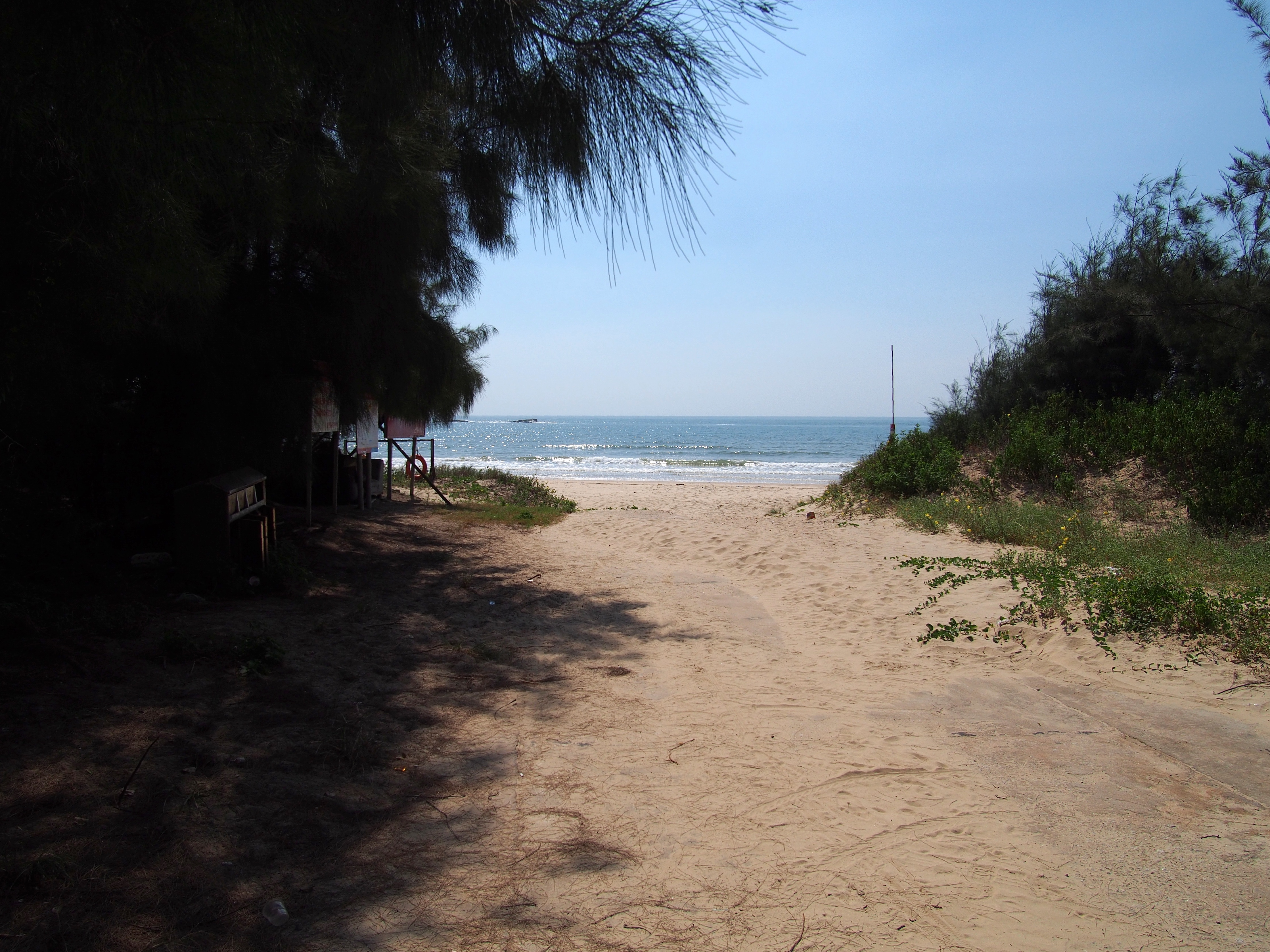
欧厝沙滩

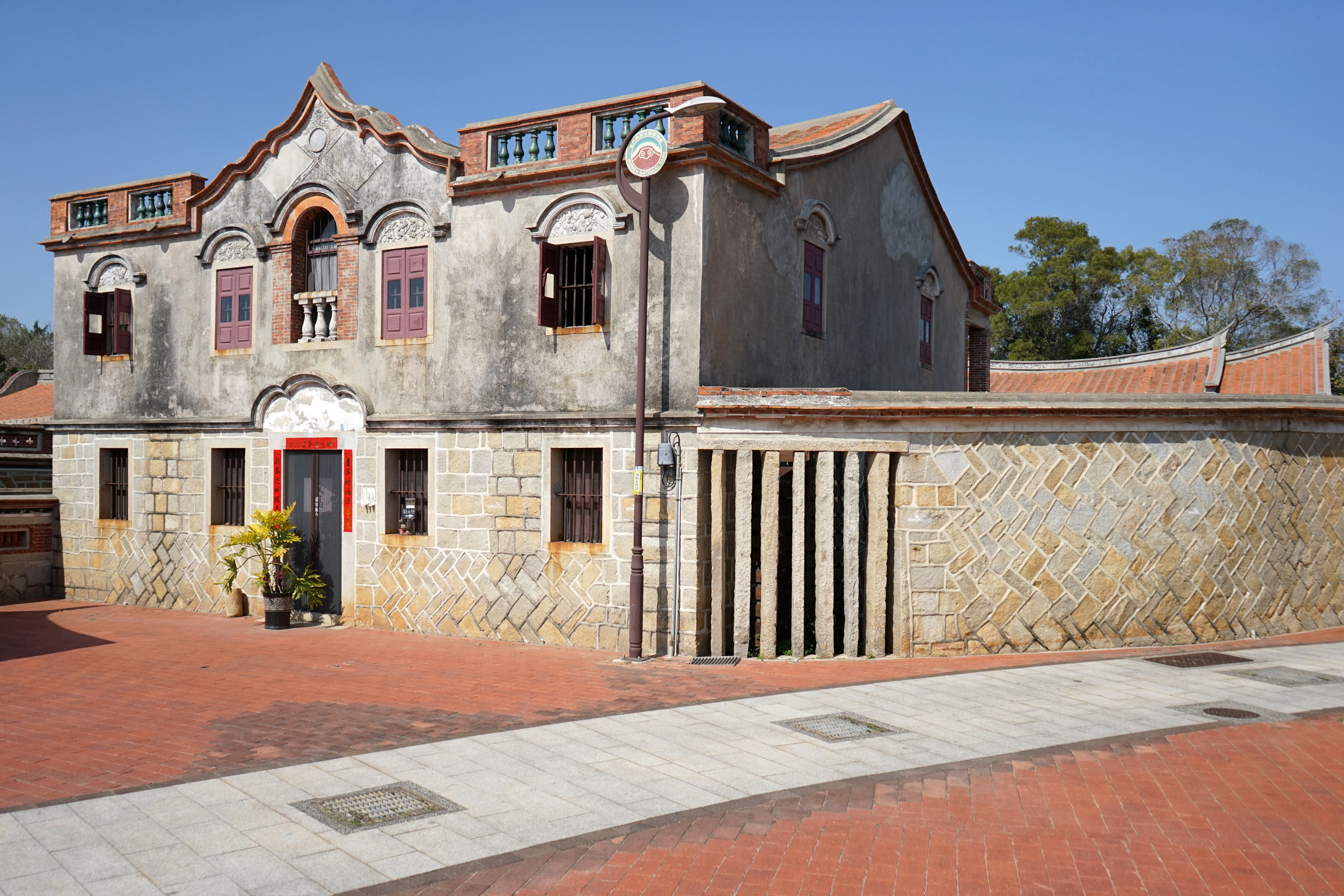
歐陽鐘遠洋樓

歐厝聚落位於中華民國金門縣金城鎮東南隅，東臨料羅灣，為金門傳統聚落之一，現行政區劃屬珠沙里。歐厝為歐陽氏定居的傳統聚落，明嘉靖年間先祖自泉州來此，開庄已逾四百餘年。其始祖歐陽文卿有五個兒子，除了五子遷徙到澎湖外，其餘皆守在金門繼續發展，一說澎湖歐陽氏在日治時期後被迫改姓「歐」，所以澎湖歐氏也是金門歐陽氏的後代子孫。
因聚落濱海，早期漁業活動頻繁，也因戰略地位重要，明清兩代及戰地政務時期皆為海防據點。聚落以「庫池」為分界，將聚落大致分為上下社。